# Nikolái Shulguinov
Nikolái Grigórievich Shulguinov (en ruso: Николай Григорьевич Шульгино́в; Sablinskoye, Unión Soviética, 18 de mayo de 1951) es un político y economista ruso que entre el 20 de noviembre de 2020 y el 14 de mayo de 2024 ocupó el cargo de ministro de Energía. Del 15 de septiembre de 2015 al 10 de noviembre de 2020, fue presidente del consejo de administración y director general de la PJSC RusHydro.

## Biografía
Nikolái Shulguinov nació el 18 de mayo de 1951 en la pequeña localidad de Sablinskoye en el raión de Aleksandrovski del Krái de Stávropol. En 1973, se graduó del Instituto Politécnico de Novocherkassk en el óblast de Rostov con el título de Suministro de Energía de Empresas Industriales y Ciudades. De 1975 a 1976, trabajó como ingeniero en la sucursal de Piatigorsk del Selenergoproekt All-Union State Design and Survey and Research Institute, de 1976 a julio de 1998: ocupó varios puestos, desde ingeniero hasta jefe del Servicio de Despacho Central en Stavropolenergo, una subsidiaria de RAO UES de Rusia en Piatigorsk.
Entre julio de 1998 y septiembre de 2002 trabajó primero como subdirector y luego como director del centro de contratación y cálculo territorial para el mercado (capacidad) de energía eléctrica mayorista federal (toda Rusia) en la Administración de Despacho Unificado para el Cáucaso del Norte, una rama de RAO UES de Rusia, en Piatigorsk.
En 2002, fue invitado a Moscú como miembro del Consejo de Administración, director de Auditoría Técnica del Operador del Sistema OJSC - Oficina Central de Despacho UES. En 2004 pasó a ser vicepresidente y en 2009 ascendió a vicepresidente primero del Consejo de Administración del Operador del Sistema.

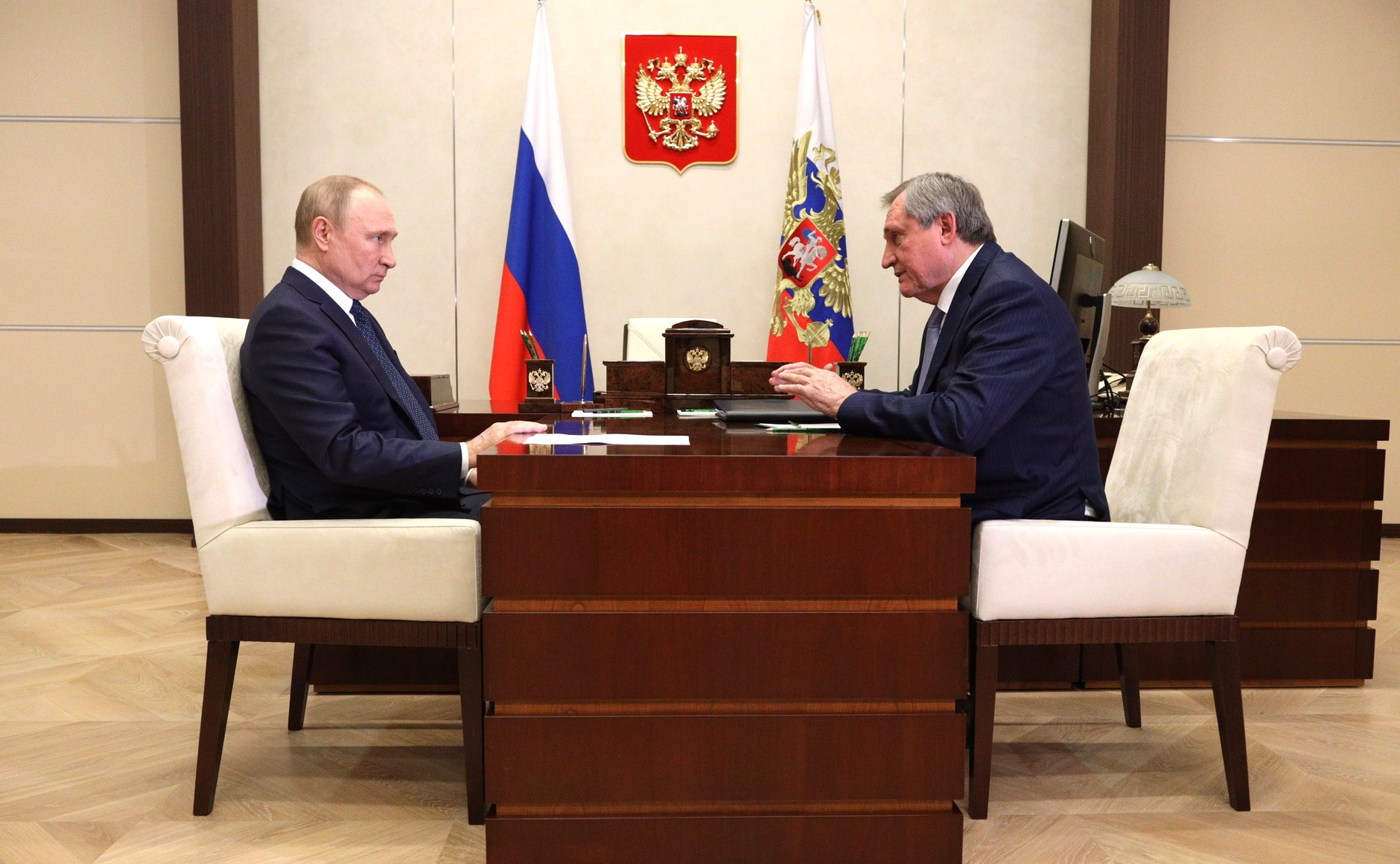
Reunión del presidente de Rusia, Vladímir Putin, con el ministro de Energía, Nikolái Shulguinov el 21 de julio de 2022.

En 2007 se graduó en la Universidad Técnica Estatal del Cáucaso Norte con un doctorado en Tecnología.
El 15 de septiembre de 2015, por decisión de la Junta Directiva de RusHydro, fue elegido por un período de cinco años como presidente de la Junta Directiva y director general de RusHydro, reemplazando a Evgeny Dod en ese cargo. Al comentar sobre su nombramiento, Shulguinov calificó su tarea principal en RusHydro como «poner las cosas en orden en todas las áreas de actividad de la empresa».
El 10 de noviembre de 2020 fue nombrado ministro de Energía de la Federación de Rusia.
6 de septiembre de 2022, anunció durante el VII Foro Económico Oriental en Vladivostok el cierre indefinido del flujo de gas a Alemania a través del gaseoducto Nord Stream debido a una fuga de aceite encontrada en la única turbina actualmente operativa en el gaseoducto y que el flujo únicamente se reanudaría cuando esté reparada la turbina por parte de Siemens Energy en virtud del «trabajo contractual». El problema es que, según Gasprom, esta turbina solo puede ser reparada en un taller especializado, como el que la empresa alemana tiene en Canadá, algo que actualmente no es posible debido a las sanciones occidentales.
Dejó el cargo de ministro de Energía tras la renovación del Gobierno en mayo de 2024.

## Condecoraciones
- Orden al Mérito por la Patria de 2.do grado
- Orden de Honor